# 9 (число)
Вижте пояснителната страница за други значения на 9.
Девет е естествено число, предхождано от осем и следвано от десет. С арабски цифри се изписва 9, с римски – IX, а по гръцката бройна система – Θʹ.

## Математика
- 9 е нечетно число.
- 9 е съставно число.
- 9 е първото нечетно съставно число.
- 9 е квадратно число (9 = 3²).
- 9 е най-голямото едноцифрено число.
- 9 е сбор от първите три нечетни числа (1+3+5 = 9).
- 9 е сбор от първите три положителни факториела (1!+2!+3! = 9).
- 8 и 9 са единствените поредни точни степени (2³+1 = 3²).
- Едно число се дели без остатък на 9, ако сборът от съставящите го цифри е 9 (напр. 99: 9 + 9 = 18, 1 + 8 = 9, значи 99 се дели точно на 9).
- Многоъгълник с 9 страни (и ъгли) се нарича деветоъгълник или енеагон (нонагон). Правилният деветоъгълник има вътрешен ъгъл от 140°.
- Шестоъгълникът има 9 диагонала.

## Други
- 9 е атомният номер на химическия елемент флуор.
- Деветият месец на годината е септември.
- Според митологията Адът има 9 кръга.
- Нонет е музикална група от 9 души и произведение за 9 инструмента.[2]
- Девета топка е вид игра на билярд.
- „Девета дупка на кавала“ е израз за незначителен, ненужен човек.
- „Янините девет братя“ – опера на Любомир Пипков, базирана на народната песен „Яна жали девет братя жътвари“.
- Деветата симфония на Бетовен е неговата последна, а част е нея е обявена за европейски химн.